# Esa Pekonen
Esa Pekonen (Lahti, 4 de novembro de 1961) é um futebolista finlandês.